# Hannes van der Bruggen
Hannes van der Bruggen (Aalst, Bélgica, 1 de abril de 1993) es un futbolista belga que juega como centrocampista en el Círculo de Brujas de la Primera División de Bélgica.

## Trayectoria

### Gent
Van der Bruggen inició su carrera profesional en el Gent en 2010, después de pasar seis años en la cantera del club. En noviembre de 2011, anotó su primer gol para el club en la victoria por 2-0 sobre Genk. Durante la segunda ronda de clasificación de la temporada 2012-13 de la UEFA Europa League, hizo su debut contra el Differdange 03 en Luxemburgo. A la edad de 19 años, Van der Bruggen fue nombrado capitán de Gent en 2013. El 21 de mayo de 2015, hizo historia con Gent, ya que ayudó a llevarlos a su primer título de liga en sus 115 años de historia.

### Kortrijk
En enero de 2017 firmó contrato por cuatro años y medio con KV Kortrijk.

## Selección nacional
Ha representado a las categorías inferiores de Bélgica hasta la sub-21.

## Estadísticas
| K. A. A. Gante · Bélgica | 2010-11             | 1   | 0  | 0  | 0 | – | – | 1   | 0  |
| K. A. A. Gante · Bélgica | 2011-12             | 17  | 2  | 1  | 0 | – | – | 18  | 2  |
| K. A. A. Gante · Bélgica | 2012-13             | 32  | 2  | 3  | 0 | 3 | 0 | 38  | 2  |
| K. A. A. Gante · Bélgica | 2013-14             | 28  | 0  | 5  | 0 | – | – | 33  | 0  |
| K. A. A. Gante · Bélgica | 2014-15             | 24  | 1  | 4  | 0 | – | – | 28  | 1  |
| K. A. A. Gante · Bélgica | 2015-16             | 12  | 1  | 2  | 1 | 0 | 0 | 14  | 2  |
| K. A. A. Gante · Bélgica | 2016-17             | 7   | 1  | 1  | 0 | 3 | 0 | 11  | 1  |
| K. A. A. Gante · Bélgica | Total               | 121 | 7  | 16 | 1 | 6 | 0 | 143 | 8  |
| K. V. Kortrijk · Bélgica | 2016-17             | 17  | 0  | –  | – | – | – | 17  | 0  |
| K. V. Kortrijk · Bélgica | 2017-18             | 37  | 0  | 4  | 0 | – | – | 41  | 0  |
| K. V. Kortrijk · Bélgica | 2018-19             | 36  | 2  | 1  | 0 | – | – | 37  | 2  |
| K. V. Kortrijk · Bélgica | 2019-20             | 25  | 3  | 5  | 0 | – | – | 30  | 3  |
| K. V. Kortrijk · Bélgica | 2020-21             | 0   | 0  | 0  | 0 | – | – | 0   | 0  |
| K. V. Kortrijk · Bélgica | Total               | 115 | 5  | 10 | 0 | – | – | 125 | 5  |
| Total en su carrera | Total en su carrera | 236 | 12 | 26 | 1 | 6 | 0 | 268 | 13 |
| (1) Incluye datos de Copa de Bélgica y Supercopa de Bélgica. (2) Incluye datos de Liga de Campeones de la UEFA, Liga Europa de la UEFA. |                     |     |    |    |   |   |   |     |    |